# Nu Thang
Nu Thang es el segundo álbum de estudio de DC Talk, que fue lanzado en 1990. Fue certificado Oro por la RIAA. Casi dos décadas después, el sencillo "Nu Thang" y su video de YouTube ganaron más reconocimiento luego de que se publicara un video viral conocido como "The Nu Thang Kid". Es un video de un chico de la década de 1990 rapeando "Nu Thang", y el video se usó en un episodio de Equals Three .

## Listado de pistas
1. "When DC Talks"  – 2:28
2. "He Works"  – 3:39
3. "I Luv Rap Music"  – 3:49
4. "No More"  – 3:37
5. "Nu Thang"  – 4:12
6. "Things of This World"  – 5:11
7. "Walls"  – 4:10
8. "Talk It Out"  – 3:59
9. "Take It to the Lord"  – 4:20
10. "Children Can Live (Without It)"  – 3:56
11. "Can I Get a Witness"  – 4:25

## Singles
- "I Luv Rap Music"
- "Can I Get A Witness"

## Videos musicales
Esta producción musical contó con la presentación de tres video musicales. 
- "I Luv Rap Music"
- "Nu Thang"
- "Walls"

## Personal
DC Talk
- Toby McKeehan : voz principal y coros, rap, programación de batería, samples, scratches
- Kevin Max Smith - voz principal y coros, teclados
- Michael Tait - voz principal y coros

Músicos
- Mark Heimermann - teclados, coros
- Tony Thomas - teclados
- Jerry McPherson - guitarra
- Greg Redding – guitarra
- Chris Rodríguez - guitarra, coros
- Steve Taylor-guitarra
- Jackie Street - bajo
- Joel Dobbins - programación de batería
- Joe Hogue - programación de batería, coros
- Tom Lonardo - programación de batería
- Gary Lunn - programación de batería
- Todd Collins: coros, samples, scratches
- Vicki Hampton - coros
- Chris Harris - coros
- Chris Hogue - coros
- Lisa Rodríguez - coros

 
Producción
 
- Mark Heimermann - productor
- Toby McKeehan - productor
- Dan Brock - productor ejecutivo
- Ron W. Griffin - productor ejecutivo
- Chris Harris - productor ejecutivo
- Joe Baldridge - ingeniero
- Lynn Fuston - ingeniero
- Rusty McFarland - ingeniero
- Greg Morrow - ingeniero
- Randy Garmon - ingeniero asistente
- Ray Gaston - ingeniero asistente
- Gregg Jampol - ingeniero asistente
- Bret Teegarden - mezcla
- Ken Love - masterización
- Buddy Jackson – dirección de arte
- Beth Middleworth – diseño
- Mark Tucker – fotografía